# 今吉めぐみ
今吉 めぐみ（いまよし めぐみ、1987年〈昭和62年〉8月13日 - ）は、日本の女性タレント、女優。熊本県上益城郡益城町出身。同志社大学卒。AKS→ハニービート→アークプロダクション→A.M.Entertainment→N-weed（業務提携）。元「SDN48」の創設メンバー。

## 略歴
- 高校卒業後に京都府へ移住し、同志社大学経済学部に在学。大学3年の時『プリンセス関西2008』にエントリーされたが、グランプリ受賞はならなかった[1][2]。
- 2009年8月、SDN48 1期生としてデビュー。
- 2012年3月31日、『SDN48 コンサート「NEXT ENCORE」 in NHKホール』をもってSDN48を卒業。
- 2012年4月7日、アメーバブログを立ち上げる[3]。
- 2013年2月17日、熊本城マラソン2013にゲストランナーとして参加。ミニライブも行う[4]。
- 2013年5月、SDN48のメンバーによるグループ『7cm』に加入。
- 2014年7月12日、所属事務所をアークプロダクションに移したことを発表[5]。
- 2016年、A.M.Entertainmentに移籍し、翌2017年末に退所。その後は、地元九州と並行して活動する。
- 2018年5月、一般男性との結婚を公表[6]。
- 2019年8月1日、東京・秋葉原のAKB48劇場で開催されたSDN48結成10年記念「誘惑のガーター」特別公演に出演。
- 2021年12月、第一子（女子）の出産を報告[7]。

## 人物
- 兄が1人いる。2013年の熊本城マラソンではフルマラソンの部で兄が完走している[4]。
- 大学時代はチアリーディング部に入っていた[2]。

## SDN48での参加曲

### シングルCD選抜曲
- エロスのトリガー - アンダーガールズA名義
- 淡路島のタマネギ - アンダーガールズB名義
- アバズレ - アンダーガールズB名義
- カシャーサで告白する - アンダーガールズB名義
- 上からナツコ - アンダーガールズB名義

### 劇場公演ユニット曲
SDN48 1st Stage 1期生「誘惑のガーター」公演
- Never!
- Black Boy
- オールイン

## 出演

### テレビ
- 2012年9月　テレビ熊本 『若っ人ランド』
- 2012年10月　テレビ大阪『嬢熱旅行』（テレビ熊本は2013年1月5日に放送）
- 2014年3月　熊本県民テレビ『サタデココ』

### 映画
- 2012年3月　佳本周也監督 『Ｇ→ＯＮ』-白井桃役

### ネット配信
- 2012年9月　イジリー岡田・谷澤恵里香のコイバナ女子会
- 2012年11月　古坂大魔王のカツアゲ
- 2013年1月　イジリー岡田のグラビアわっしょい
- 2013年5月　古坂大魔王のカツアゲ
- 2013年7月　インスタントジョンソンのかわいこちゃーん
- 2013年7月・8月　ゼロテレビ『めちゃ×2ユルんでるッ!』
- 2013年11月・12月、2014年3月　インスタントジョンソンのかわいこちゃーんNEO！
- Wallop放送局『Vanilla ZONE』水曜パーソナリティ

### ライブ
- 2012年8月　ソロライブ『Out of control』渋谷PLUG
- 2012年10月　くまもとお城祭り
- 2012年11月　ソロライブ 『四半世紀〜Quarter of century〜』渋谷glad
- 2012年12月　7cm単独ライブ『サンタが渋谷にやってきた〜1日遅れのクリスマスパーティー〜』渋谷VUENOS
- 2012年2月　7cm単独ライブ『episode ZERO〜JUST DO IT〜』渋谷asia
- 2013年5月　7cm単独ライブ 『starting over』渋谷asia
- 見逃した君たちへ2　AKB48グループ全公演
- ソロライブ 『イナケマworld』渋谷glad
- 2013年7月　idol LAND2013summer
- TOKYO IDOL FESTIVAL
- 2013年8月　IDOL NATION
- summer sonic
- アイドル甲子園〜横浜BLITZ球場 2DAYS 〜」 supported by ZAKZAK
- 戸田市ふるさと祭り
- 2013年9月　7cm単独ライブ『Greatful Summer Days』渋谷WWW
- 浜松オート
- 東京納涼船
- 2014年1月　7cm単独ライブ『New Year’s party2014』渋谷asia
- 2014年3月　Tokyo FraCo Collection
- INOKI GENOME FIHGT
- 2014年5月　7cm単独ライブ『7cm 1st Anniversary〜Judgement〜』代官山UNIT

### 舞台・ミュージカル
- 2012年10月　『Re-miniscence』池袋シアターグリーン
- 2012年12月　『Dance atten dance upon you』池袋シアターグリーン
- 2013年3月　『新幹線おそうじの天使たち』AiiA theater
- 2013年7月　『JK Monster』新宿サンモールスタジオ
- 2013年10月　『ロスト・セブンティーン』王子小劇場
- 2013年12月　『サンタクインテット』シアターKASSAI
- 2013年1月　『Fairy Floss』上野ストアハウス
- 2013年3月　『ごきげん?!アキラ』中野ザ・ポケット
- 2013年4月　『最凶ガール』新宿サンモールスタジオ
- 2014年9月10日-21日　03-ゴールデン劇場『1/24』 [全16ステージ]

### ラジオ
- 2014年1月　JFN SCHOOL NINE
- 2014年2月　Radio dub
- 2014年3月　島田秀平の開運ラジオ

### その他
- TVOシアワセトリップテーマソング『シアワセトリップ』